# Neoeutrypanus mutilatus
Neoeutrypanus mutilatus är en skalbaggsart som först beskrevs av Ernst Friedrich Germar 1824. Neoeutrypanus mutilatus ingår i släktet Neoeutrypanus och familjen långhorningar.
Artens utbredningsområde är:
- Costa Rica.
- Panama.

Inga underarter finns listade i Catalogue of Life.